# Будова
Будова (укр. Будова) — село в Козовской поселковой общине Тернопольского района Тернопольской области Украины.
До 2020 года входило в Козовский район.
Код КОАТУУ — 6123084403. Население по переписи 2001 года составляло 56 человек.

## Географическое положение
Село Будова находится на левом берегу реки Коропец,
выше по течению на расстоянии в 2 км расположено село Йосиповка,
ниже по течению на расстоянии в 0,5 км расположено село Кальное.

## История
- 1938 год — дата основания.